# Alhstans Ring
Alhstans Ring ist ein Bischofsring aus Gold mit Nielloeinlagen, der Alhstan (817–867), dem Bischof von Sherborne, zugeordnet wird.
Der Ring wurde im 18. Jahrhundert bei Erdarbeiten in Llysfaen, Caernarfonshire (heute Conwy County Borough) in Wales gefunden und weist ein Durchmaß von 2,8 cm auf. Das Fundstück wird aus sich abwechselnden rautenförmigen- und oval-kreisförmigen Schildern oder Platten gebildet. Die rautenförmigen Schilder zeigen ein ornamentales Dekor mit zuzüglichen Darstellungen von mythischen Tieren. Die oval-kreisförmigen Schilder dienen als Träger für die Inschrift des Namens Alhstans. Der Ring befindet sich heute im Victoria and Albert Museum in London.
Die Besonderheit der Inschrift, schematisch: A·LH·ST·An, ist, dass eine Mischform aus lateinischer, stilisierter Capitalis (Initiale) und traditioneller angelsächsischer Runenschrift (Futhorc) vorliegt. Auf dem letzten, die Inschrift beschließenden Schild steht neben dem lateinischen A die n-Rune. Solche Mischformen finden sich bei angelsächsischen Funden des 8. und 9. Jahrhunderts des Öfteren auf Schmuckgegenständen wie Fingerringen und als Prägungen auf Münzen.